# أندريه واتركيين
أندريه واتركيين (23 آب/أغسطس 1917 ويمبلدون غرب لندن - 4 تشرين الأول/أكتوبر 2005 بروكسل) مهندس معماري بلجيكي قام بتصميم أتوميوم الجناح الرئيسي للمعرض الدولي إكسبو 58 الذي أقيم في عاصمة بلجيكا عام 1958، المعلم الدائم لمدينة بروكسل.

## حياته العملية
شغل واتركيين منصب المدير الاقتصادي لشركة فابريميتال التي تُعرف الآن باسم أغوريا، وهي اتحاد لشركات الصناعات المعدنية. طُلب منه في عام 1954 تصميم مبنى لمعرض بروكسل العالمي لعام 1958 إكسبو 58، ليُرمز إلى المهارات الهندسية البلجيكية. كان واتركين أيضًا لاعب هوكي ميداني،، وشارك مع الفريق البلجيكي في دورة الألعاب الأولمبية لعام 1948 بلندن ضمن بطولة الهوكي، حيث لعب في مركز الهجوم.
امتلك واتركين حقوق الطبع والنشر لجميع نسخ الأتوميوم حتى حوالي عام 2000، عندما قام بنقلها إلى المنظمة المالكة للمبنى الأصلي، وشغل منصب رئيس مجلس إدارة الأتوميوم حتى عام 2002، حيث تولى ابنه المنصب بعده، توفي واتركيين في بروكسل عام 2005، وتمت تسمية القبة العليا للمبنى باسمه. 

## روابط خارجية
- أندريه واتركيين على موقع اللجنة الأولمبية الدولية (الإنجليزية)
- أندريه واتركيين على موقع أوليمبيديا (الإنجليزية)